# Henri Caffarel
Henri Caffarel (ur. 30 lipca 1903 w Lyonie, zm. 18 września 1996 w Troussures) – francuski duchowny, Sługa boży Kościoła katolickiego.

## Życiorys

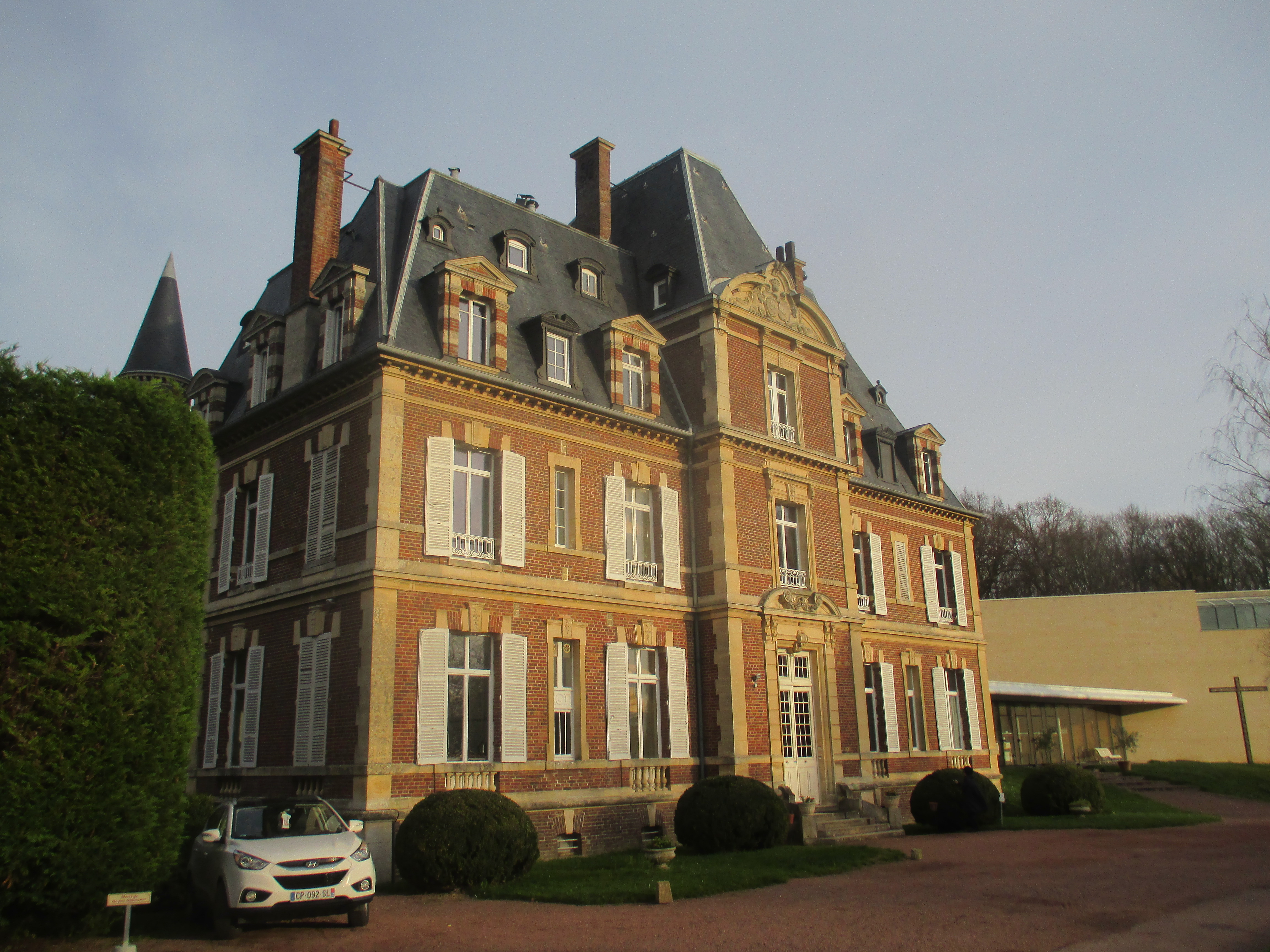
Troussures.

Pochodził z religijnej rodziny. W dniu 19 kwietnia 1930 roku otrzymał święcenia kapłańskie. Był założycielem ruchu małżeńskiej duchowości – Équipes Notre-Dame. W 1965 roku przeniósł się do Troussures. Tworzył czasopismo L'Anneau d'Or (Złota obrączka) i Cahiers d'oraison (Zeszyty modlitwy). Zmarł 18 września 1996 roku mając 93 lata w opinii świętości.
W dniu 25 kwietnia 2006 roku rozpoczął się jego proces beatyfikacyjny.